# Pawieł Pawłow
Pawieł Pawłow (ros. Павел Павлов) – rosyjski żeglarz, olimpijczyk.
Na regatach rozegranych podczas Letnich Igrzysk Olimpijskich 1912 wystąpił w klasie 8 metrów zajmując 5 pozycję. Załogę jachtu Norman tworzyli również Wiencesław Kuźmiczow, Jewgienij Kun, Jewgienij Łomacz i Wiktor Markow.